# NGC 7318A
NGC 7318A (другие обозначения — PGC 69260, NGC 7318-1, ZWG 514.61, UGC 12099, VV 288, MCG 6-49-39, ARP 319, NPM1G +33.0464, ARAK 560, HCG 92D) — эллиптическая галактика (с признаками пекулярности) в созвездии Пегас.
Объект входит в состав Квинтета Стефана.
Этот объект не входит в число перечисленных в оригинальной редакции «Нового общего каталога» и был добавлен позднее.
Инструментом MIRI телескопа Уэбб была запечатлена ударная волна, возникшая во время столкновения двух галактик NGC 7318A и NGC 7318B.